# 이종일선생생가지
이종일선생생가지(李鍾一先生生家址)는 대한민국 충청남도 태안군 원북면 반계리에 있는 일제강점기 이종일 선생의 생가가 있던 곳이다. 1990년 12월 31일 충청남도의 기념물 제85호로 지정되었다.

## 같이 보기
- 이종일